# Commune (Allemagne)
Pour les articles homonymes, voir Commune (homonymie).
La commune (en allemand : Gemeinde) est la plus petite division administrative d'Allemagne. Au 1er janvier 2020, il y a 10 795 communes allemandes.

## Généralités

Organisation administrative verticale de l'État fédéral allemand

Les communes forment le premier niveau de l'organisation administrative verticale de l'État fédéral allemand. Selon les Länder, elles peuvent faire partie d'un arrondissement, ou être une ville-arrondissement, c'est-à-dire un arrondissement à part entière.
Les communes allemandes sont des collectivités territoriales et des personnes morales. Elles possèdent une forme de souveraineté territoriale. En principe, elles sont responsables de leur territoire, mais ces responsabilités sont limitées par le droit des Länder et le droit fédéral.

## Communes par Land
[Quand ?]
| Land                                       | Communes | Dont villes | Population moyenne | Superficie moyenne (km²) |
| ------------------------------------------ | -------- | ----------- | ------------------ | ------------------------ |
| Bade-Wurtemberg (liste)                    | +1 108,  | +0312,      | +0009 692,         | +032,2                   |
| Bavière (liste)                            | +2 056,  | +0315,      | +0006 076,         | +033,03                  |
| Berlin                                     | +0001,   | +0001,      | +3 404 037,        | +891,85                  |
| Brandebourg (liste)                        | +0420,   | +0112,      | +0006 066,         | +070,19                  |
| Brême                                      | +0002,   | +0002,      | +0331 990,         | +202,14                  |
| Hambourg                                   | +0001,   | +0001,      | +1 754 182,        | +755,16                  |
| Hesse (liste)                              | +0426,   | +0189,      | +0014 261,         | +048,8                   |
| Mecklembourg-Poméranie-Occidentale (liste) | +0848,   | +0084,      | +0001 997,         | +027,34                  |
| Basse-Saxe (liste)                         | +1 022,  | +0164,      | +0007 811,         | +045,24                  |
| Rhénanie-du-Nord-Westphalie (liste)        | +0396,   | +0268,      | +0045 527,         | +086,07                  |
| Rhénanie-Palatinat (liste)                 | +2 306,  | +0123,      | +0001 758,         | +008,61                  |
| Sarre (liste)                              | +0052,   | +0017,      | +0020 061,         | +049,4                   |
| Saxe (liste)                               | +0496,   | +0178,      | +0008 568,         | +037,13                  |
| Saxe-Anhalt (liste)                        | +1 013,  | +0121,      | +0002 410,         | +020,18                  |
| Schleswig-Holstein (liste)                 | +1 119,  | +0064,      | +0002 533,         | +014,03                  |
| Thuringe (liste)                           | +0960,   | +0126,      | +0002 410,         | +016,86                  |
| Allemagne                                  | +12 226, | +2 077,     | +0006 733,         | +028,84                  |

## Compléments